# Igrzyska Dalekiego Wschodu 1919
IV Igrzyska Dalekiego Wschodu odbyły się w maju 1919 w stolicy Filipin, Manili. Impreza ta już po raz drugi odwiedziła to miasto.
W zawodach tych brało udział sześć państw:
- Brytyjska Kompania Wschodnioindyjska
- Chiny
- Filipiny (organizator)
- Hongkong
- Japonia
- Syjam